# Pachycarus latreillei
Pachycarus latreillei is een keversoort uit de familie loopkevers (Carabidae). De wetenschappelijke naam van de soort is voor het eerst geldig gepubliceerd in 1835 door Solier.
De soort komt alleen voor in Turkije in de omgeving van Izmir.